# Villiaumita

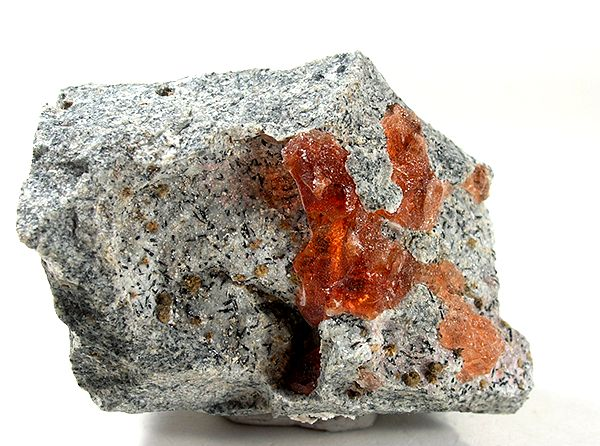
Villiaumita

## Ficha Técnica
- Grupo:Halóides
- Sistema cristalino:Isométrico
- Fórmula química:NaF
- Dureza:2,5 (escala de Mohs)
- Densidade:2,79
- Clivagem:Cúbica Perfeita
- Fratura:Séctil
- Cor: Incolor,vermelho-escuro,marrom-alaranjado ou rosa
- Cor do traço:Branca
- Brilho:Vítreo
- Fluorescência:Ausente